# Instytut Anglistyki Uniwersytetu Warszawskiego
Instytut Anglistyki Uniwersytetu Warszawskiego (IA UW) − instytut Uniwersytetu Warszawskiego, znajdujący się w strukturze Wydziału Neofilologii, kształcący w trybie dziennym, wieczorowym i zaocznym. Istnieje też możliwość podjęcia studiów doktoranckich.

## Adres
W latach 1992–2014 Instytut Anglistyki mieścił się w kamienicy przy ul. Nowy Świat 4. Od 2014 r. znajdował się w budynku Hoża 69. Obecnie Instytut Anglistyki ma swoją siedzibę w budynku Wydziału Neofilologii przy ul. Dobrej 55.

## Struktura

### Zakład Literatury Brytyjskiej[3]
- kierownik: dr hab. Bartłomiej Błaszkiewicz, prof. UW
- pracownicy:
  - prof. dr hab. Grażyna Bystydzieńska
  - prof. dr hab. Barbara Kowalik
  - dr hab. Anna Cetera-Włodarczyk, prof. UW
  - dr hab. Małgorzata Łuczyńska-Hołdys, prof. UW
  - dr hab. Marzena Sokołowska-Paryż(inne języki), prof. UW
  - dr hab. Maria Błaszkiewicz
  - dr hab. Magdalena Pypeć
  - dr Przemysław Grabowski-Górniak
  - dr Irena Księżopolska
  - dr Przemysław Uściński

### Zakład Kultur i Literatur Ameryki Północnej[4]
- kierowniczka: dr hab. Justyna Włodarczyk(inne języki), prof. UW
- pracownicy:
  - dr hab. Ewa Barbara Łuczak, prof. UW
  - dr hab. Marek Paryż, prof. UW
  - dr hab. Aneta Dybska
  - dr hab. Julia Fiedorczuk-Glinecka
  - dr hab. Zuzanna Ładyga-Michalska
  - dr hab. Mirosław Miernik
  - dr hab. Tadeusz Pióro
  - dr hab. Anna Pochmara-Ryżko
  - dr hab. Joanna Ziarkowska-Ciechanowska
  - dr Kamil Chrzczonowicz
  - dr Jack Harrison

### Zakład Kultury Brytyjskiej[5]
- kierownik: dr hab. Paweł Rutkowski
- pracownicy:
  - dr Emma Harris, prof. UW
  - dr hab. Dorota Babilas(inne języki)
  - dr hab. Katarzyna Kociołek
  - dr Lucyna Krawczyk-Żywko
  - dr Bartosz Lutostański
  - dr Maria Szadrańska-Chmielarz

### Zakład Językoznawstwa Stosowanego[6]
- kierowniczka: dr hab. Agnieszka Otwinowska-Kasztelanic, prof. UW
- pracownicy:
  - dr hab. Zbigniew Możejko, prof. UW
  - dr hab. Katarzyna Hryniuk
  - dr Agnieszka Kałdonek-Crnjaković
  - dr Agata Klimczak-Pawlak
  - dr Breno B. SIlva

### Zakład Języka Angielskiego[7]
- kierownik: dr Paweł Rydzewski
- pracownicy:
  - prof. dr hab. Elżbieta Górska
  - prof. dr hab. Jerzy Rubach
  - dr hab. Bartłomiej Czaplicki, prof. UW
  - dr hab. Romuald Gozdawa-Gołębiowski(inne języki), prof. UW
  - dr hab. Monika Opalińska, prof. UW
  - dr hab. Agata Kochańska
  - dr hab. Paweł Kornacki
  - dr hab. Beata Łukaszewicz, prof. UW
  - dr hab. Ewa Wałaszewska
  - dr hab. Anna Wojtyś
  - dr Marta Kisielewska-Krysiuk
  - dr Anna Łukaszewicz
  - dr Marcin Opacki
  - dr Maciej Rosiński
  - dr Magdalena Walenta
  - dr Ewelina Wnuk
  - dr Dariusz Zembrzuski

### Zakład Przekładoznawstwa[8]
- kierownik: dr hab. Agnieszka Piskorska, prof. UW
- pracownicy:
  - dr hab. Barry Keane, prof. UW
  - dr hab. Aniela Korzeniowska, prof. UW
  - dr hab. Agnieszka Piskorska, prof. UW
  - dr hab. Izabela Szymańska, prof. UW
  - dr hab. Anna Rędzioch-Korkuz
  - dr Tatiana Kamińska
  - dr Wojciech Kasprzak
  - dr Magdalena Kizeweter
  - dr Dominika Lewandowska-Rodak

## Władze[9]
- Dyrektor: dr hab. Justyna Włodarczyk, prof. UW
- Zastępca dyrektora ds. naukowych: dr hab. Bartłomiej Czaplicki, prof. UW
- Kierownik studiów na kierunki filologia angielska: dr Lucyna Krawczyk-Żywko